# 冨岡鉄平
冨岡 鉄平（とみおか てっぺい、1977年3月1日 - ）は、日本の元ラグビー選手。

## プロフィール
- 福岡県出身。
- ポジションはセンター(CTB)。
- 日本代表キャップは2。
- 日本A代表に選出されたことがある。
- ニックネームは鉄平。

## 経歴
中村学園三陽高校から福岡工業大学を経て、2000年に東芝入社。
2002年、新たに就任した薫田真広監督より主将に指名される。絶大なリーダーシップを発揮し、主将2期目に発足したトップリーグでの三連覇、日本選手権連覇などタイトル獲得へチームを導く。
2005年,6月12日リポビタンDチャレンジ2005、対アイルランド代表戦にてリザーブから出場し日本代表初キャップを獲得した。　
2006-07シーズンではチームを完全優勝（リーグ戦1位、プレーオフトーナメント優勝）に導きトップリーグMVPに選ばれる。
薫田監督勇退とともに主将から退いた後も主力メンバーとして2008年度から09年度のトップリーグでの2度目の連覇に貢献。2011年3月31日引退が発表される。
引退後は中国電力ラグビー部の監督（2011-12年度）、東芝のバックスコーチを経て2014年に東芝のヘッドコーチに就任する。2015年に役職が東芝の監督に変更になった。指揮官初年度は3位、2期目の2015年度は当時リーグ連覇中だったパナソニックを順位決定トーナメント決勝戦ノーサイド直前あと一歩まで追い詰めるも惜敗し、準優勝に終わる。翌2016年度はチームとしてトップリーグで初めて4強入りを逃し、9位に沈んだ。指導者としては現役時代主将としてチームを率いた時ほどの成績は残せず、2016年度限りで監督を退任した。